# Rockstar Steady
Rockstar Steady（ロックスター ステディー）は、 日本の女性歌手・相川七瀬によるガールズバンド・プロジェクト。

## 概要
2010年11月8日にデビュー15周年を迎えた相川七瀬が、“新たなロックシーンを築くこと”を目標にデビュー16年目に向けて始動させたプロジェクト。15年の間に培った仕事、恋愛、結婚、出産といった女性としての経験を活かし、“女性としてかっこいい生き方”や、世の女性が求めている事を相川自身が実現させるべく、女性による女性のためのバンドを結成することとなった。相川は“気の強い男性に文句を言うような女性の歌”が多いソロ歌手・相川七瀬とは別の顔・Rockstar Steadyとして、「『A boy like her 彼女が彼氏だったら。』。異性には分からない同性同志ならではの女の子に対して恋する気持ちを女の子は誰でも潜在的に持っている気がします。girls talk のような男の子とは分かち合えない部分を歌にして歌詞にしてソロとは違う世界観をこのプロジェクトで表現したいです」と語っている。
バンド名は「ロックスターの恋人」という意味。

## 略歴
- 2010年11月7日、相川七瀬のデビュー15周年記念ライブイベント「Nanase Aikawa 15th Anniversary Eve」にて初お披露目。
- 2010年12月8日にDVDシングル「Fine Fine Day」をリリース。
- 2011年2月16日に1stアルバム『Gossip』をリリース。